# 白井俊之
白井 俊之（しらい としゆき、1955年12月21日 - ）は、日本の実業家。ニトリホールディングス代表取締役社長、ニトリ代表取締役社長、カチタス取締役。

## 人物・経歴
北海道岩内郡岩内町出身。1974年北海道札幌南高等学校卒業。1979年宇都宮大学工学部環境化学科卒業後、創業者似鳥昭雄に共感しニトリ家具に入社。2001年取締役に昇格。2004年常務取締役。2008年専務取締役。
2014年ニトリホールディングス代表取締役副社長、ニトリ代表取締役社長、ホームロジスティクス代表取締役社長、ニトリファシリティ代表取締役社長。2015年ニトリパブリック代表取締役社長、ホームロジスティクス代表取締役会長。
2016年ニトリホールディングス代表取締役社長。2017年ニトリパブリック代表取締役会長、似鳥投資有限公司董事長、ホーム・デコ代表取締役会長。また、同年カチタスと業務提携を結び同社取締役に就任。

## 出演

### 新聞
- 学生新聞